# Dangerous (canción de Michael Jackson)
«Dangerous» (en español: Peligrosa) es una canción pop del artista estadounidense Michael Jackson. La canción aparece como la decimocuarta y última canción en el álbum de estudio solista de Jackson del mismo nombre, lanzado en noviembre de 1991. Escrita y compuesta por Jackson, Bill Bottrell y Teddy Riley, la canción estaba planeada para ser el décimo sencillo del álbum, establecido para un lanzamiento en enero de 1994. Sin embargo, estos planes fueron cancelados debido a las acusaciones de abuso sexual infantil que se hicieron contra Jackson en agosto de 1993, las preocupaciones de salud de Jackson, y el fracaso del sencillo anterior, «Gone Too Soon».
Antes de su previsto lanzamiento, «Dangerous» recibió una reacción positiva de los críticos contemporáneos en las críticas del álbum principal de la canción. A pesar de no haber sido lanzada como sencillo, «Dangerous» entró en las listas de música a mediados de 2009 después de la muerte de Jackson en junio. Jackson también interpretó la canción en vivo. En 1994, la compositora Crystal Cartier alegó que Jackson, Bottrell y Riley habían plagiado «Dangerous». En la subsiguiente audiencia judicial, el juez falló a favor de Jackson, Bottrell y Riley, debido a la falta de pruebas y a Cartier se le negó el derecho de apelar su caso.
Cerca del final de Dangerous: The Short Films, la canción se reproduce a lo largo de secuencias de varias actuaciones durante su Dangerous World Tour.

## Antecedentes
«Dangerous» fue desarrollada a partir de otra canción titulada “Streetwalker”, que Jackson escribió para su álbum de 1987 Bad. Durante las sesiones de grabación en septiembre de 1990 para Dangerous, Jackson grabó una maqueta de 6:40 minutos de «Dangerous», que escribió con Bill Bottrell. Teddy Riley agregó más tarde la escritura y la produjo con Jackson a principios de 1991. Según el comentarista musical Nelson George, la maqueta es «muy diferente a la versión final. Aquí los teclados son amplios, en fuerte contraste con la retórica, pista de ritmo mecánico. A lo largo de la canción, Jackson mantiene un rap hablado de la mujer peligrosa que es el tema de esta canción. En general, es más temperamental». La maqueta fue lanzada en noviembre de 2004, en la caja recopilatoria The Ultimate Collection. También existe una versión más larga, con Jackson gritando al principio —después de que un aislante acústico cayera sobre él mientras estaba a punto de grabar—. «La génesis de las canciones que escribimos [para Dangerous]», dijo Bottrell, «consistía en Michael tarareando melodías y grooves, y luego abandonando el estudio mientras desarrollaba estas ideas con un montón de cajas de ritmos y samplers». «Dangerous» se toca en la tonalidad de re menor con el rango vocal de Jackson siendo de la♭2 a si4. El tempo de la canción es moderado a 113 pulsaciones por minuto.

### Caso de Corte
En 1994, la compositora Crystal Cartier acusó a Jackson, Bottrell y Riley de plagiar la canción. Cartier afirmó que había escrito, registrado y grabado la canción en 1985. En una audiencia judicial, Jackson declaró que «Dangerous» surgió de una canción llamada “Streetwalker”, que coescribió con Bottrell en 1985. Su versión maqueta original de la canción se tocó en la corte. Las grabaciones fueron seguidas por una actuación a capela de «Dangerous» y “Billie Jean”, dando una rara visión de sus hábitos de composición. Como Cartier no pudo proporcionar cintas originales para respaldar su demanda, el juez falló a favor de Jackson, y a Cartier se le negó el derecho de apelar.

## Presentaciones en vivo
Aunque la canción no fue lanzada como sencillo, las actuaciones en vivo de «Dangerous» permanecieron como un elemento básico de los conciertos de Jackson desde la tercera etapa del Dangerous Tour, pese a que Jackson nunca cantó la letra completa de la canción en sus conciertos. «Dangerous» fue una canción que involucró la coreografía de grupo, similar a “Smooth Criminal”, que también aparece como parte de la mezcla en actuaciones posteriores. Parte de la coreografía que apareció en las actuaciones en vivo fue creada originalmente para «Can't Let Her Get Away» en 1992, pero no fue utilizada hasta que Jackson pidió crear una coreografía para los American Music Awards de 1993. Hubo cinco versiones en vivo de «Dangerous», aunque Jackson casi siempre usó Playback en esta canción:
- La primera se realizó en los American Music Awards de 1993 y en la última etapa del Dangerous World Tour. Esta versión incluía a Jackson cantando el segundo verso, coro, puente y tercer interludio.
- La segunda se realizó de 1995 a 1997, en algunas presentaciones como los MTV Music Awards de 1995, y durante la mayoría de los conciertos para el HIStory World Tour, no contenía el segundo verso, el puente o el tercer interludio hablado. Esta versión muestra un extracto de «Owner of a Lonely Heart» de Yes, el tema de Il buono, il brutto, il cattivo de Ennio Morricone, «Smooth Criminal», «You Want This» y «Let's Dance» de Janet Jackson, «Get Happy» de Judy Garland, el «James Bond Theme» de Monty Norman y una introducción de guitarra de «A View to a Kill» de Duran Duran. La versión del HIStory World Tour contiene un poco más de efectos de sonido durante el breakdown; Jackson habló el rap en el principio en vivo durante el concierto en Ostende, Bélgica el 3 de septiembre de 1997.[13] Dangerous no se realizó en dos conciertos, el concierto final en Tokio y el concierto en Manila.[14][15]
- La tercera se realizó dos veces: durante los conciertos de Michael Jackson & Friends en 1999. Es similar a la mezcla de 1995, pero tiene efectos de sonido de clic en lugar de la batería principal durante la parte hablada, y un breve interludio con los bailarines presentándose.[16] En esta versión se utilizaron algunos pasos y vocalizaciones no vistas anteriormente del espectáculo cancelado de HBO de Jackson creado con base en La naranja mecánica de Stanley Kubrick.[17][18]
- La cuarta se realizó en el 50.º especial del show de presentación musical American Bandstand en 2002 y es una variación de la segunda y tercera versión. Hay ritmos de clic como con la mezcla de 1999, pero solo se reemplazan los chasquidos de dedo en el principio y el ritmo principal comienza como lo hace en la mezcla de 1995.[19] Además, Jackson brevemente cantó una sección en vivo hacia el final e incluso tiró su sombrero junto con la chaqueta.[19] Jackson pidió repetir la actuación porque estaba descontento con ella.[20][21][22] Esta versión también se realizó en un concierto en el Teatro Apollo, que estaba destinado a recaudar fondos para el Comité Nacional Demócrata y el expresidente Bill Clinton.[23][24][25]
- La quinta estaba siendo ensayada para sus conciertos de This Is It en Staples Center y el Fórum en L.A, pero fueron cancelados debido a su muerte repentina.[26] El audio de esta versión se filtró en línea en 2010. Es similar a la mezcla de 1999, pero al principio hace una combinación entre los ritmos de clic de la mezcla de 1999 y los chasquidos de dedos de la mezcla de 1995. Cuenta con fragmentos de «Morphine», «2000 Watts», «This Place Hotel», «Stranger in Moscow», y el tema de Psicosis. En enero de 2011, en el «Carnival Dance Showcase», los bailarines de los conciertos de This Is It realizaron un fragmento de «Dangerous» como habría sido en los conciertos, pero sin la introducción filtrada.[27][28]

Para los conciertos de Michael Jackson & Friends y posteriores, Jackson llevaba una camisa roja en lugar de la camisa blanca original y corbata, pero la corbata se mantuvo. Para todas las actuaciones, pero en la de American Bandstand, Jackson no tendría un brazalete en su chaqueta negra. Una actuación en vivo de la canción se puede ver en el álbum de video HIStory on Film, Volume II, como parte del popurrí de Jackson de los MTV Music Awards de 1995.

## Lanzamiento previsto como un sencillo y análisis crítico
El álbum Dangerous fue lanzado en noviembre de 1991, y con copias equivalentes de siete millones de copias en los Estados Unidos y 32 millones de copias vendidas en todo el mundo, se erige como uno de los discos más vendidos del mundo. El éxito del álbum y el éxito comercial impulsaron a la compañía de discos de Jackson a seguir soltando sencillos a lo largo de 1992 y 1993, especialmente cuando Jackson todavía estaba promoviendo el álbum con una gira musical a nivel mundial. Sin embargo, en agosto de 1993 se intensificó el escrutinio de los medios de comunicación en torno a las denuncias de abuso sexual infantil por parte de Jackson. El noveno sencillo del álbum, «Gone Too Soon», no se desempeñó bien en el Reino Unido y la salud de Jackson se deterioró, lo que finalmente llevó a la cancelación del décimo sencillo del álbum «Dangerous» pero fue lanzado con «Remember the Time» y «Black or White» en la caja recopilatoria Tour Souvenir Pack. Una versión alternativa y un remix, titulado «Roger's Rough Dub», debían incluirse en la edición expandida de Dangerous –El disco extra fue cancelado más tarde–.
«Dangerous» fue generalmente bien recibida por los críticos de la música contemporánea. Jon Pareles, escritor de The New York Times, la llamó «La más reciente canción sobre una amante depredadora [de Jackson]» y destacó la letra «I felt taken by lust's strange inhumanity» (Me sentí tomado por la extraña inhumanidad de la lujuria), observando, «Es un gran bailarín, pero sus canciones proclaman el terror del cuerpo y de los placeres carnales.» El crítico de música Nelson George dijo de la canción, «[Es] una pista de pilotaje... que explota desde altavoces de radio. ‘Dangerous’ de hecho, abre otra ventana en el proceso artístico de Michael.» El escritor Barry Farber señaló que las mismas letras «son una excelente representación de cómo el sexo puede a veces sentirse como una poderosa fuerza impulsada biológicamente.»

## Desempeño en las listas
A pesar de que no se lanzó como sencillo, «Dangerous» entró a las listas musicales a mediados de 2009 tras la muerte de Jackson en junio. La canción debutó en su máxima posición, número setenta y ocho, en la Schweizer Hitparade para la semana del 12 de julio de 2009. El tema también alcanzó el puesto 99 en la German Singles Chart para la semana correspondiente al 13 de julio de 2009. «Dangerous» se mantuvo en ambas listas durante una semana únicamente.

## Créditos
| - Escrita y compuesta por Michael Jackson, Bill Bottrell y Teddy Riley - Producida por Teddy Riley y Michael Jackson - Grabada por Jean-Marie Horvat, Bruce Swedien, Teddy Riley y Thom Russo - Mezclada por Bruce Swedien y Teddy Riley - Michael Jackson: voz principal y coros | - Arreglo vocal por Michael Jackson - Arreglo rítmico y sintético por Teddy Riley - Teddy Riley: sintetizador - Brad Buxer, Rhett Lawrence: sintetizadores |

## Posicionamiento en listas
| Listas (2009) | Posición más alta |
| ------------- | ----------------- |
| Suiza         | 78                |
| Alemania      | 99                |

## Remezclas
| Remezclas de «Dangerous» |                                                                 |          |  |
| N.º                      | Título                                                          | Duración |  |
| 1.                       | «Versión del álbum»                                             | 6:57     |  |
| 2.                       | «Roger's Dangerous Club Mix» (mezcla de Roger Sanchez)          | 6:58     |  |
| 3.                       | «Roger's Dangerous Edit» (mezcla de Roger Sanchez)              | 4:40     |  |
| 4.                       | «Roger's Rough Dub» (mezcla de Roger Sanchez)                   | 6:48     |  |
| 5.                       | «Versión de Immortal»                                           | 2:41     |  |
| 6.                       | «Versión inicial» (incluida en The Ultimate Collection)         | 6:40     |  |
| 7.                       | «Blood on the Dance Floor X Dangerous» (mash-up de White Panda) | 3:40     |  |